# Bundeswahlkreis Grayndler
Koordinaten: 33° 54′ S, 151° 9′ O

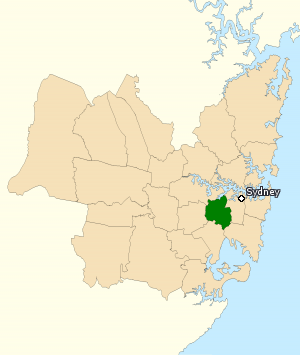
Lage des Wahlkreises in Sydney in New South Wales.

Der Bundeswahlkreis Grayndler ist ein Wahlkreis (englisch electoral division) für die Wahl eines Abgeordneten des australischen Repräsentantenhauses. Er liegt innerhalb Sydneys im Bundesstaat New South Wales in Australien. Er umfasst den Inner West definiert durch die Stadtteile Annandale, Ashfield, Dulwich Hill, Enmore, Haberfield, Hurlstone Park, Leichhardt, Marrickville, Newtown, Petersham, Stanmore und Summer Hill.
Der Wahlkreis wurde 1949 angelegt und nach dem australischen Politiker Edward Grayndler benannt. Zur Gründung des Wahlkreises lebten dort viele Arbeiter. Durch Gentrifizierung und Migration änderte sich die Demografie stark. Dennoch blieb die Australian Labor Party die führende Partei. Bei den Parlamentswahlen 2010 erreichten die Australian Greens 25,9 %. Gewinner der Wahl war jedoch Anthony Albanese von der Australian Labor Party.

## Bisherige Abgeordnete
| Name             | Partei                 | Amtszeiten     |
| ---------------- | ---------------------- | -------------- |
| Fred Daly        | Australian Labor Party | 1949–1975      |
| Tony Whitlam     | Australian Labor Party | 1975–1977      |
| Frank Stewart    | Australian Labor Party | 1977–1979      |
| Leo McLeay       | Australian Labor Party | 1979–1993      |
| Jeannette McHugh | Australian Labor Party | 1993–1996      |
| Anthony Albanese | Australian Labor Party | 1996–amtierend |